# Ordine dell'Amicizia
L'Ordine dell'Amicizia (in russo Орден Дружбы?, Orden Družby) è un'onorificenza russa.

## Storia
L'Ordine è stato fondato con decreto del 2 marzo 1994 da Boris Jeltsin, in qualità di allora Presidente della Federazione Russa, per premiare persone di qualsiasi nazionalità particolarmente meritorie nel miglioramento delle relazioni con la Federazione Russa e i suoi abitanti.
Lo statuto riprende il disegno del precedente Ordine dell'Amicizia tra i popoli, risalente all'Unione Sovietica.
L'Ordine dell'Amicizia si pone sul lato sinistro del petto e se sono presenti altre decorazioni di stato russe esso è posto dopo l'Ordine d'Onore.

## Assegnazione
L'Ordine viene assegnato:
- per il contributo eccezionale al rafforzamento dell'amicizia e della cooperazione tra i popoli;
- per l'attività proficua in avvicinamento e arricchimento reciproco delle culture delle nazioni;
- per l'assistenza alla promozione della pace e delle relazioni amichevoli tra le nazioni;
- per attività significative alla conservazione e all'aumento del patrimonio culturale e storico della Russia;
- per i progressi compiuti nel lavoro;
- per le opere di carità.

## Insegne
- L'insegna dell'Ordine dell'Amicizia è realizzata in argento dorato e smalti. Essa raffigura una stella raggiante a cinque punte in oro al cui interno è l'immagine del globo terrestre a colori, circondato da una corona di rami d'olivo. Sul retro si trova l'iscrizione "Мир и дружба" ("Pace e Amicizia") ed il numero di conferimento della medaglia.
- Il nastro è verde con due strisce azzurre ai lati.

## Insigniti notabili

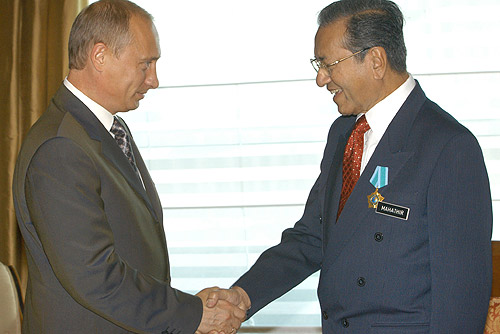
Mahathir Mohamad con la medaglia dell'Ordine dell'Amicizia

- Mahathir Mohamad[2]
- Sopubek Begaliev
- Suheil al-Hassan
- Vittorio Claudio Surdo
- Gabriele Albertini
- Plácido Domingo
- Buvaysa Saytiev
- Valerij Gazzaev
- Richard Pierce
- Victor Petrov
- Lydia Black
- Barbara Sweetland Smith
- John Middleton-Tidwell
- Adrienne Clarkson
- Mrinal Sen
- Berel Lazar
- Achmat Kadyrov
- Evgenija Medvedeva
- Lev Toitman
- Marcel Prud'homme
- Dimitris Sioufas
- Oscar Niemeyer
- Yuli Gusman
- Daisaku Ikeda
- George Blake
- Vakhtang Kikabidze
- Maurice Druon
- Raymond Johnson
- Bradford Shinkle
- Michael di Kent
- Riccardo Muti
- Alija Mustafina
- Praski Vitti
- David Miller
- Aimone di Savoia-Aosta
- Mehriban Əliyeva
- Laima Vaikule
- Harvey Lavan Cliburn Jr.
- Steven Seagal
- Sergej Kuralenko